# 뉴스컬처
뉴스컬처(NewsCulture)는 2006년 11월 창간한 문화전문 인터넷 신문이다. 공연 문화 (연극, 뮤지컬, 오페라, 클래식, 무용 등)와 대중문화 (영화, TV 드라마, 연예 등) 뉴스를 비롯해 생활 문화 (뷰티, 패션, 레저, 라이프 등) 뉴스까지 다루고 있다.
제휴 포털사이트는 네이버 보관됨 2015-02-04 - 웨이백 머신, 다음, 줌, 구글 등이며 제휴 영상채널은 네이버TV, 유튜브 등이 있다.